# River Simon
Der River Simon ist ein Fluss auf der Atlantik-Seite der Antilleninsel Grenada.

## Geographie
Der Fluss entsteht am Osthang des Mount Saint Catherine, nordwestlich von Mount Horne. Er verläuft zwischen Mount Horne und Paraclete steil nach Osten, verläuft durch Lower Pearls, vorbei am ehemaligen Flughafen Grenada-Pearls und mündet bei Simon in der Great River Bay in den Atlantik.